# Нотація Ньютона
Нота́ція Нью́тона —— спосіб запису математичних похідних. 
У нотації Ньютона степінь похідної відповідає кількості крапок (чи рисок), що стоять безпосередньо над назвою функції. Такий запис визначається як: 
{\displaystyle {\dot {x}}={\frac {dx}{dt}}}
{\displaystyle {\ddot {x}}={\frac {d^{2}x}{dt^{2}}}\ ,}
і т.д.
Оскільки використання нотації Ньютона стає незручним для похідних вищих ступенів, вона найширше використовується у механіці та інших предметах інженерії, де похідні високих степенів використовуються доволі рідко.
Ісаак Ньютон не розвинув певної стандартної нотації для інтегрування, натомість використовував багато різноманітних форм запису. Широкого ж застосування для запису інтегрування у математиці набула нотація Лейбніца.